# Paginula
Paginula es un género extinto de mamífero perteneciente al orden extinto sudamericano Notoungulata de la familia de los interatéridos que habitó en la Patagonia distribuyéndose desde la Patagonia chilena hasta la Patagonia argentina.

## Características
A diferencia de notoungulados al igual que los interatéridos este género comprendió especies pequeñas de tamaño similar al de marmotas y vizcachas que solían vivir en grupos en el Eoceno medio y eran herbívoros.